# Фара, Мо
Сэр Моха́мед Муктар Джама (Mo) Фа́ра  (имя при рождении Хусейн Абди Кахин) (англ. Mohamed Muktar Jama "Mo" Farah, араб. محمد فرح‎; род. 23 марта 1983[…], Гебиле, Сомали) — британский легкоатлет сомалийского происхождения, бегун на средние и длинные дистанции. Четырёхкратный олимпийский чемпион 2012 и 2016 годов, шестикратный чемпион мира и семикратный чемпион Европы в беге на длинные дистанции, чемпион Европы по кроссу (2006). Командор ордена Британской империи (2013), рыцарь-бакалавр (2017).

## Спортивная биография
Четырёхкратный победитель пробега London 10 000 (10 км). Был лидером сезона 2011 года в беге на 10 000 м с личным рекордом 26.46,57 (Юджин, 2011). Однако на чемпионате мира по лёгкой атлетике 2011 года он оказался на 0,26 секунды медленнее эфиопа Ибрахима Джейлана, показав на этой дистанции время 27.14,07 и завоевав серебряную медаль. Несколько дней спустя Мо всё же стал чемпионом мира, победив на дистанции 5000 м.
5 октября 2011 года объявлен лучшим легкоатлетом Европы 2011 года по версии Европейской легкоатлетической ассоциации. За сезон атлет выступил в 14 стартах, не выиграв золото лишь в двух.
Олимпийский чемпион 2012 в беге на 5000 и 10 000 м. Оба финала прошли при оглушительной поддержке зрителей. Официальные снимки фотофиниша на 5000 м впервые в истории Олимпийских игр оказались размыты. Шум трибун достигал 140 децибел, из-за чего камера фотофиниша вибрировала.
Мо принимал участие в английской версии игры «The Cube» 14 июля 2012 года. Он прошёл все семь игр и выиграл 250 000 фунтов стерлингов, которые пошли на благотворительность.
Занял 2-е место на полумарафоне Great North Run 2013 года, показав время 1:00.10.

### Сезон 2013 года: рекорд на 1500 метров и медали чемпионата мира
19 июля 2013 года на Международном атлетическом турнире «Геркулес» в Монако Фара установил рекорд Европы на дистанции 1500 метров — 3.28,81. Это достижение позволило Мохамеду стать шестым в списке рекордсменов на дистанции 1500 метров, превзойдя 28-летний рекорд Великобритании Стива Крэма и 16-летний рекорд Европы Фермина Качо. Также, показанный результат позволил Фаре стать седьмым человеком (после Саида Ауита, Даниэля Комена, Али Саиди-Сиефа, Хишама Эль-Герружа, Августина Кипроно Чоге и Бернарда Лагата), преодолевшим рубежи в 3.30 на дистанции 1500 метров и 13.00 на дистанции 5000 метров. Мо Фара стал единственным атлетом в истории, преодолевшим дистанции в 1500 метров, 5000 метров, 10000 метров быстрее чем за 3.30, 13.00, 27.00 соответственно.
В последующие месяцы Фара победил в старте на 3000 метров на юбилейных Играх Бриллиантовой Лиги в Лондоне с результатом 7.36,85. Он дважды побил национальный рекорд в полумарафоне: первый раз 24 февраля в Новом Орлеане, затем он побил свой собственный рекорд 15 сентября на забеге Bupa Great North.
10 августа 2013 года Фара опередил Ибрахима Джейлана в забеге на 10 000 метров на чемпионате мира в Москве, показав время 27.21,71. Эта победа стала его четвёртым мировым титулом. 16 августа Фара выиграл старт на 5000 метров, став, таким образом, одновременно чемпионом мира и Олимпийским чемпионом на дистанциях в 5000 метров и 10000 метров. После этой победы спортивный функционер, а в прошлом двукратный олимпийский чемпион в беге на 1500 метров Себастьян Коу назвал Фару «величайшим атлетом Великобритании всех времён». Мо стал вторым человеком в истории, выигравшим последовательно Олимпийские игры и Чемпионат мира на стайерской дистанции, после Кенениса Бекеле (в сезоне 2008—2009). Фарах стал первым британским атлетом, выигравшим две индивидуальные золотые медали на Чемпионатах мира.
В декабре 2013 Фара стал вторым в списке BBC в номинации «Спортивная личность года» после победителя Уимблдона Энди Маррея.
На вопрос о том, что заставляет его раздвигать границы спортивных достижений, Мо привел в качестве мотивирующего примера серию рекордов спринтера Усэйна Болта.
Фара был финалистом номинации «IAAF Атлет года 2013». В подготовке к своему марафонскому дебюту, Мо Фара увеличил свой недельный километраж до 120 миль.

### Сезон 2014 года: две золотых медали в Цюрихе
16 марта занял 2-е место на Нью-Йоркском полумарафоне с результатом 1:01.07. 13 апреля занял 8-е место на Лондонском марафоне, показав время 2:08.21. Этот марафон был первым в его карьере. На чемпионате Европы 2014 года в Цюрихе занял 1-е место на дистанции 10 000 метров с результатом 28.08,11, на дистанции 5000 метров он также финишировал первым, с результатом 14.05,82. Только на трёх чемпионатах Европы по лёгкой атлетике эту дистанцию пробежали хуже — это Роже Рошар — 14.36,8 в 1934 году, Таисто Мяки — 14.26,8 в 1938 году, Сидней Вудерсон — 14.08,6 в 1946 году.
7 сентября стал победителем полумарафона Great North Run с результатом 1:00.00.

### Сезон 2015 года: мировой и европейский рекорды
21 февраля установил высшее мировое достижение в беге на 2 мили — 8.03,40. Он побил предыдущее достижение Кененисы Бекеле — 8.04,35. 22 марта выиграл полумарафон в Лиссабоне с новым рекордом Европы — 59.32. Фарах превзошел на 20 секунд предыдущий рекорд Европы, установленный в 2001 году испанцем Фабианом Ронсеро.
На чемпионате мира по лёгкой атлетике в Пекине Фара повторил свой успех 2014 года, завоев две золотые медали — в беге на 5000 метров и на 10 000 метров. Завоевав золото в беге на 10000 метров в возрасте 32 лет, Мо Фара стал самым возрастным чемпионом мира на этой дистанции.

### Сезон 2016 года: Чемпионат мира по полумарафону и две победы на Олимпийских играх в Рио-де-Жанейро
26 марта Мо Фара показал третий результат на Чемпионате мира по полумарафону в Кардиффе — 59.59, финишировав вслед за кенийцами Джеффри Кипсангом (59.10) и Беданом Кароки (59.36), с трудом опередив на финишном спринте эфиопа Абайнеха Аейле (59.59).
5 июня 2016 года Фара побил рекорд Великобритании на дистанции 3000 метров, показав результат 7.32,62. Предыдущий рекорд (7.32,79) был установлен Дэвидом Муркрофтом в 1982 году ещё до рождения Мо.
13 августа 2016 года Мо Фара выиграл золото на дистанции 10 000 метров на Олимпийских играх в Рио-де-Жанейро. Фара пришёл первым с результатом 27.05,17, несмотря на то, что на десятом кругу американский бегун Гален Рапп непреднамеренно зацепил ступню Мо, что привело к его падению. После этого инцидента Рапп замедлился, чтобы убедиться, что с Мо всё в порядке, и в итоге финишировал пятым с итоговым временем 27.08,92. За 300 метров до конца дистанции лидировал кениец Пол Тануи. Фара захватил лидерство лишь за 100 метров до финиша, Тануи пришёл вторым с результатом 27.05,64.
20 августа 2016 года Мо Фара выиграл золотую медаль на дистанции 5000 метров с результатом 13.03,30.
С четырьмя золотыми медалями Фара стал самым титулованным британским легкоатлетом. Также он стал вторым бегуном в истории, который на двух Играх подряд побеждал на обеих дистанциях — 5000 м и 10 000 м. В 1972 и 1976 годах такое удавалось финну Лассе Вирену.

## Инцидент в аэропорту США
В 2013 году Мо Фару задержали в аэропорту города Портленд, заподозрив в причастности к террористическим организациям лишь на том основании, что он родился в Сомали.

## Допинг
В июле 2017 года российская хакерская группа Fancy Bears просочилась в базы данных Международной ассоциации федераций легкой атлетики, в которых сообщалось, что однажды в биологическом паспорте Мо Фара в 2016 году были записаны «нетипичные» значения. Эксперт ИААФ счёл подозрительными значения крови Мо Фара и написал рядом с его именем: «Вероятно, допинг; Паспорт подозрительный: требуются дополнительные данные». Тем не менее, Фара был очищен от правонарушений к апрелю 2016 года после того, как в отдельной просочившейся электронной таблице было сказано, что его записи «теперь помечены как нормальные с последним образцом».
В интервью антидопинговому американскому агентству USADA Мо Фара признался, что принимал препарат L-карнитин, но не нарушил законный лимит L-карнитина — при ограничении в 50 мл за шесть часов ему ввели 13,5 мл. В октябре 2019 года бывший тренер Мо Фара Альберто Салазар и доктор NOP Джеффри Браун — оба получили четырёхлетние дисквалификации за незаконный оборот тестостерона, запрещённое использование L-карнитина и нарушение допинг-контроля.

## Личная жизнь
С апреля 2010 года Фарах женат на Тании Нелл, с которой вместе учился в школе. У пары трое детей: девочки-близняшки Аиша и Амани (24.08.2012) и сын Хуссейн Мо (12.10.2015). Так же у Фараха есть падчерица Рианна (род. 2005) от первого брака Тании.

## Награды
- Орден Британской империи степени командора (29 декабря 2012) — «за заслуги в атлетике»[36].
- Рыцарь-бакалавр с правом на приставку «сэр» к имени (31 декабря 2016) — «за заслуги в атлетике»[37].